# Giovanni Francesco Mormando

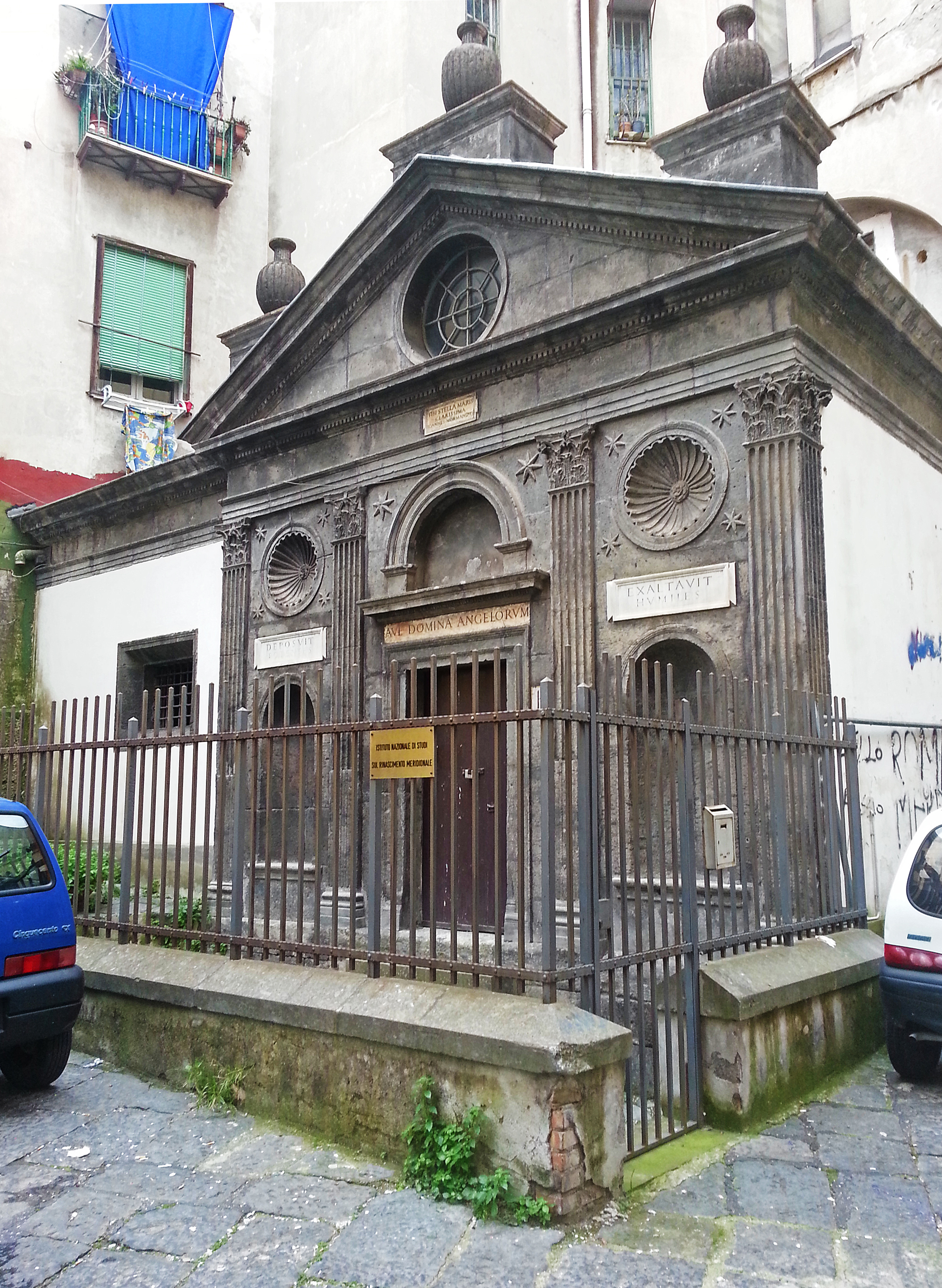
La Chiesa di Santa Maria della Stella alle Paparelle, opera di G. F. Mormando

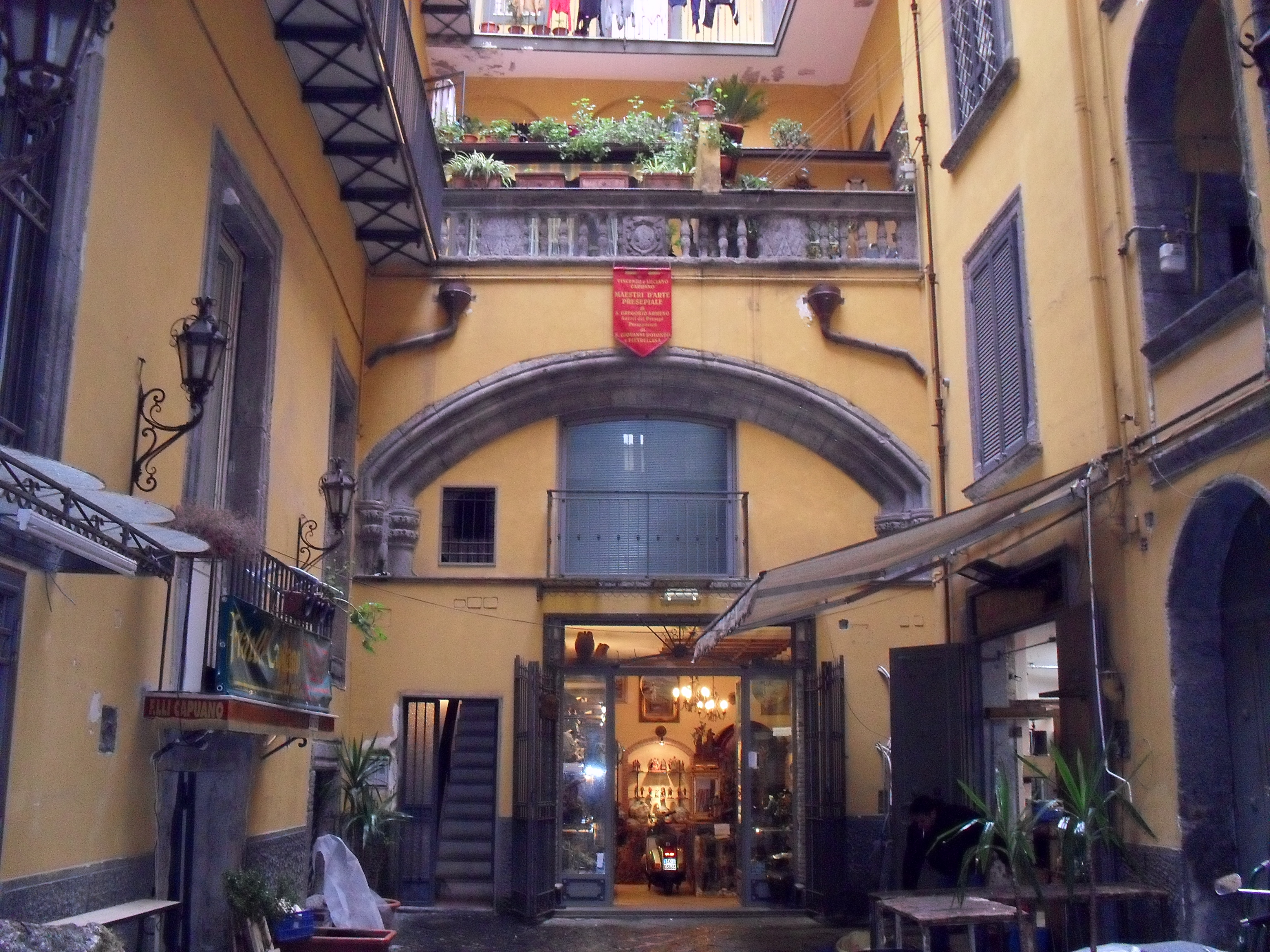
Cortile di Palazzo Mormando

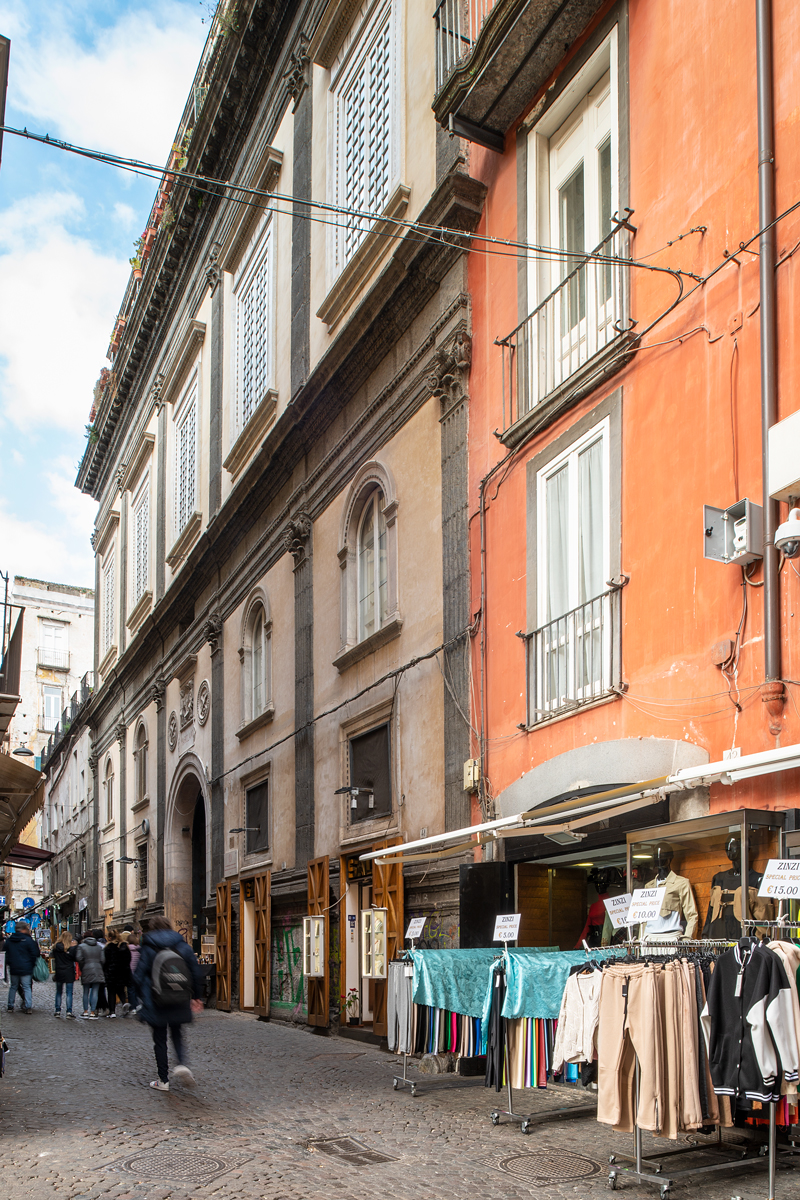
Palazzo Marigliano, via San Biagio dei librari

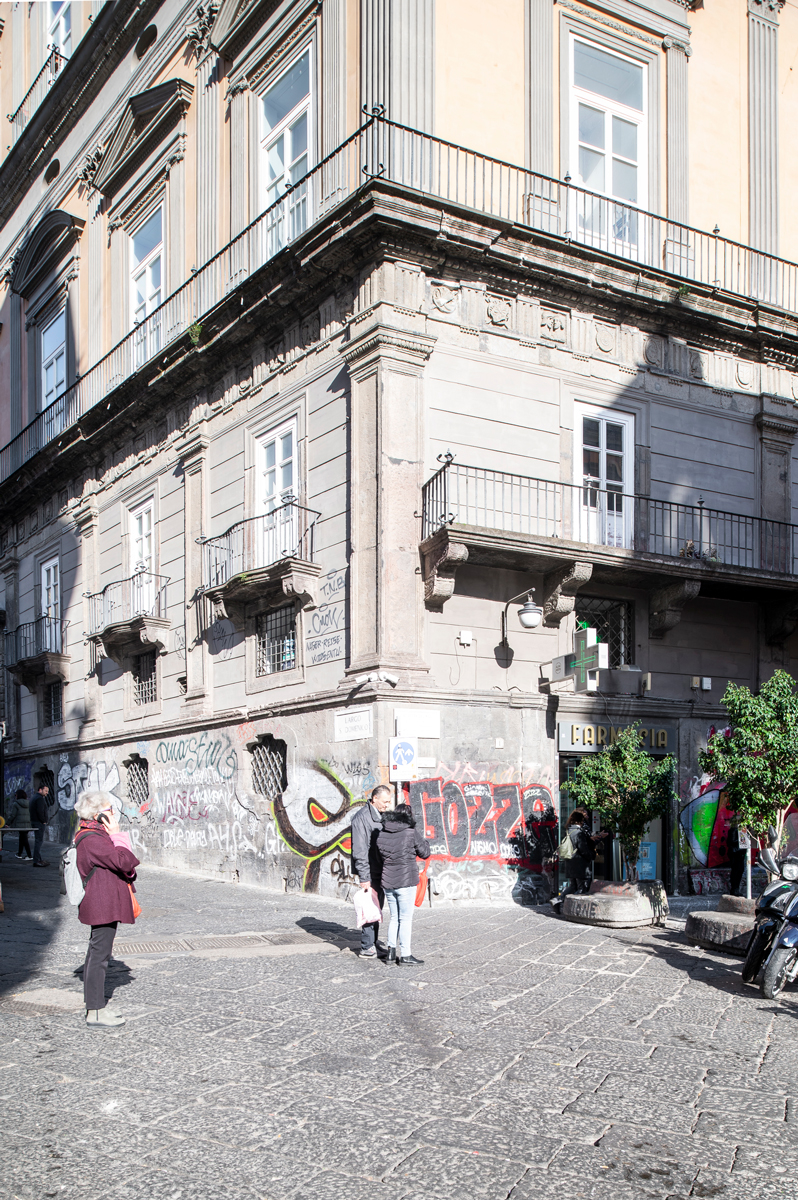
Primo ordine del Palazzo dei Duchi di Vietri che conserva ancora tratti originali

Giovanni Francesco Mormando, al secolo Giovanni Francesco Donadio (Mormanno, 1449 – Napoli, 1530), è stato un architetto e organaro italiano attivo principalmente a Napoli. Il Mormando nel Regno di Napoli, e soprattutto nella capitale riuscì a conferire una nuova veste al Rinascimento fiorentino declinandolo in uno stile più autoctono che risulta essere il capostipite del Rinascimento napoletano, creando così anche degli archetipi utilizzati da molti altri nel corso del XV secolo e del XVI secolo. Fu primo musico ed architetto della Corte di Spagna.

## Biografia
lo iudicio di tutti, non manca altro se non principi e
signori grandi che adoperassero l'optima disposizione
e sufficienza sua. Questo da prima fo maestro d’organi,
poi s'è convertito all'architettura e alla totale
imitazione di cose antique. Ha fatto nuovamente
alcune case in questa terra; ma, per la poco
commodità del loco, forzato dall’angustia del terreno, non ha possuto
spiegare le ale del suo ingegno, che per certo, essendo ipso dato, come
ho ditto, in tutto all'imitazione e mesura delle cose antique,
ragionevolmente si può commendare ed esaltare»
(Pietro Summonte)
Giovanni Francesco Donadio nacque a Mormanno, in provincia di Cosenza. Secondo le testimonianze del contemporaneo Pietro Summonte il Donadio iniziò la sua carriera come costruttore di organi. Egli svolse in campo musicale un ruolo guida nel Regno, in un testamento del 1492 si attesta che il Donadio ebbe legami con Lorenzo da Prato che in quegli anni fu impegnato in Castel Nuovo per Ferrante I. L'influenza di Lorenzo da Prato nell'arte organara nel meridione del XV secolo fu notevole attraverso l'esperienza formativa di Donadio, il Nostro infatti apprese le tecniche base per costruire organi aventi la stessa timbrica e acustica di un organo costruito da Lorenzo da Prato nella Basilica di San Petronio. Nel 1494, per il suo grande valore in campo organario, aveva meritato la concessione, da parte della Corte partenopea, del beneficio della Cappella di San Nicola "sotto l'organo" nel Duomo di Monopoli. Tra il XV secolo e il XVI secolo realizzò diversi organi come quelli per la Chiesa della Maddalena e altri nelle chiese del regno situate nelle seguenti città: Trani, Serino, Sulmona, Lecce e Aversa, oggi tutti scomparsi.
Con la conquista del regno da parte degli spagnoli, Ferdinando il Cattolico volle l'artista a Madrid, dove condusse bellissime fabbriche e realizzò una chiesa.
Il sovrano lo dichiarò, primo musico ed architetto della Corte di Spagna.
Ferdinando in seguito si recò in Napoli e volle che Mormando lo accompagnasse. In questa occasione l'onorò del suo titolo familiare.
Quando il re tornò in Spagna, Mormando, col suo permesso rimase a Napoli, dove terminò la Chiesa dei Santi Severino e Sossio ed ersse la chiesa di santa Maria della Stella e vi appose questa iscrizione: «FRANCISCVS MORMANDVS ARCHITECTVS FERDINANDI Regis CATHOLICI PRO MUSICIS INSTRVMENTIS GRATISSIMVS SACELLVM VETVSTATE COLLAPSVM SVA PECUNIA A FVNDAMENTIS RESTITVIT FORMAMQE IN MELIOREM REDEGIT ANNO SALVTIS MDXIX».
Nel 1505 fu l'autore del maestoso organo della Chiesa di Sant'Eligio Maggiore. Lo strumento aveva quasi le stesse caratteristiche foniche degli organi costruiti nello stesso secolo, ma aveva una differente costruzione dagli altri organi: l'organo del Donadio iniziava in DoI di 8 piedi con la prima ottava corta. Nel 1506 progettò, insieme a Giovanni Matteo di Niccolò, l'organo per la Chiesa di Santa Maria della Pace a Roma, sostituito poi da quello voluto da Alessandro VII. Il Donadio fu il capostipite dell'arte organaria napoletana per tutto il Cinquecento e del primo trentennio del Seicento, tra gli organari che fecero riferimento all'arte del Donadio ci sono l'architetto e organaro Giovanni Francesco Di Palma, Nicola de Rosa, Andrea Scoppa, Luca Boye e Pompeo de Franco.

Durante la sua permanenza a Napoli fu probabilmente allievo di Giuliano da Maiano che avviò il giovane organaro allo studio dell'architettura; durante gli anni della costruzione dell'organo in Santa Maria della Pace non è da escludere la diretta conoscenza del cantiere del chiostro di Bramante e che il Bramante abbia esercitato una forte influenza sul Donadio. Ma l'esercizio dell'attività di architetto fu documentata nell'atto di concessione della cittadinanza napoletana datato 1513 che dice in uno spezzone: 
Le prime testimonianze architettoniche risalgono al 1507 con la concessione di un fondaco e di alcune case da parte dei monaci del convento San Gregorio Armeno. Al Mormando, dagli stessi monaci, venne concessa l'edificazione del Palazzo Mormando come propria residenza. Nel giro di pochi anni la sua fama di architetto crebbe a tal punto da essere preferito anche dalla nobiltà napoletana. In questi anni vennero edificati il Palazzo Acquaviva d'Atri (1509-1512), il Palazzo Marigliano (1512-1513), il Palazzo Carafa d'Andria (1513) e il Palazzo Duchi di Vietri che risente dell'ispirazione architettonica bramantesca al riguardo della trabeazione del primo ordine attraverso la ripartizione in metope e triglifi del fregio. Di incerta datazione è il Palazzo della Marchesa di Castelluccio che conserva ancora il basamento rinascimentale.
Il prestigio che assunse come architetto civile presso la nobiltà napoletana fece sì che gli venisse conferita la carica di primo architetto del Regno. In architettura religiosa fu significativo l'intervento nell'intricata vicenda costruttiva del monastero di Santi Severino e Sossio dove eresse la chiesa inferiore, il complesso fu completato solamente verso la metà del XVI secolo dall'architetto fiorentino Sigismondo di Giovanni. L'ultima opera testimoniata a Napoli è l'edificazione della Chiesa di Santa Maria della Stella alle Paparelle, l'edificazione risale al 1519, la struttura si presenta con una facciata in piperno di derivazione templare scandita da quattro paraste che delimitano, ai lati, due nicchie vuote sormontate da tondi lievemente cavi.
Fu attivo anche in altre città del regno, a Vibo Valentia realizzò nel 1519 la Chiesa di San Michele; la fabbrica, essendo contemporanea alla chiesa di Santa Maria della Stella alle Paparelle, ne riprende le forme architettoniche della facciata portandole in scala monumentale, la chiesa inoltre risente anche dell'influenza classicista della fabbrica della Chiesa di Santa Caterina a Formiello che si stava edificando nel medesimo periodo. A Cosenza operò nel Palazzo De Matera con la realizzazione del portale simile a quello di Palazzo Marigliano e nel palazzo Cavalcanti dove realizzò una ritmica scansione della facciata. A Tropea realizzò il Palazzo Zinnato (già Paparatti) il cui portale d'ingresso presenta tratti comuni con quello del palazzo dei duchi di Vietri in Napoli. Ancora a tropea realizzò anche la cupola della Chiesa della Michelizia, di chiara ispirazione brunelleschiana e la Cappella del Corpus Domini (volgarmente detta "del tabernacolo") della Cattedrale di Maria Santissima di Romania. Questa cappella fu profondamente rimaneggiata in epoca barocca ma rimane intatta la cupola. Il Donadio operò anche nella sua città natale Mormanno, alle pendici del Pollino calabrese, dove realizzò diversi palazzi tra cui la sede della Curia locale. In una lettera del 1521 vennero citati i due figli del Donadio, la figlia Diana che secondo la tradizione storiografica andò in sposa all'allievo Giovanni Francesco Di Palma, ma che in realtà, secondo documenti ritrovati da Roberto Pane nel 1957, ella sposò un certo Giovanni Angelo di Bernardo e un maschio dove avanzano ipotesi che fosse Andrea Mormando, architetto municipale della città di Napoli insieme al Di Palma, ma non esistono prove per accettarlo.

## Influenza architettonica
L'influenza dello stile mormandeo si diffuse in breve tempo in tutto il Regno di Napoli caratterizzandone il linguaggio rinascimentale dell'Italia meridionale. A Napoli tra i suoi allievi vi era Giovanni Francesco Di Palma che proseguì, semplificandone i tratti, lo stile, sempre nella stessa città ci fu una diffusione del modello di portale realizzato per il Palazzo Marigliano attraverso architetti minori e maestranze di muratori e pipernieri che hanno acquisito la lezione dell'importanza del portale che il Mormando aveva teorizzato. Nell'architettura di Antonio Fiorentino della Cava si notano tali influenze tramite l'applicazione dell'ordine ionico. Ripercussioni stilistiche si risentono fino alla fine del XVI secolo con dovute semplificazioni ritmiche come è avvenuto nella realizzazione della facciata della Chiesa di Santa Maria la Nova ad opera di Giovanni Cola di Franco.

## Curiosità
Avevano il soprannome il Mormando anche il Di Palma e un certo Andrea Donadio.